# Зомброво (Свідвинський повіт)
Зомброво (пол. Ząbrowo) — село в Польщі, у гміні Свідвин Свідвинського повіту Західнопоморського воєводства.